# Kloster Dietramszell

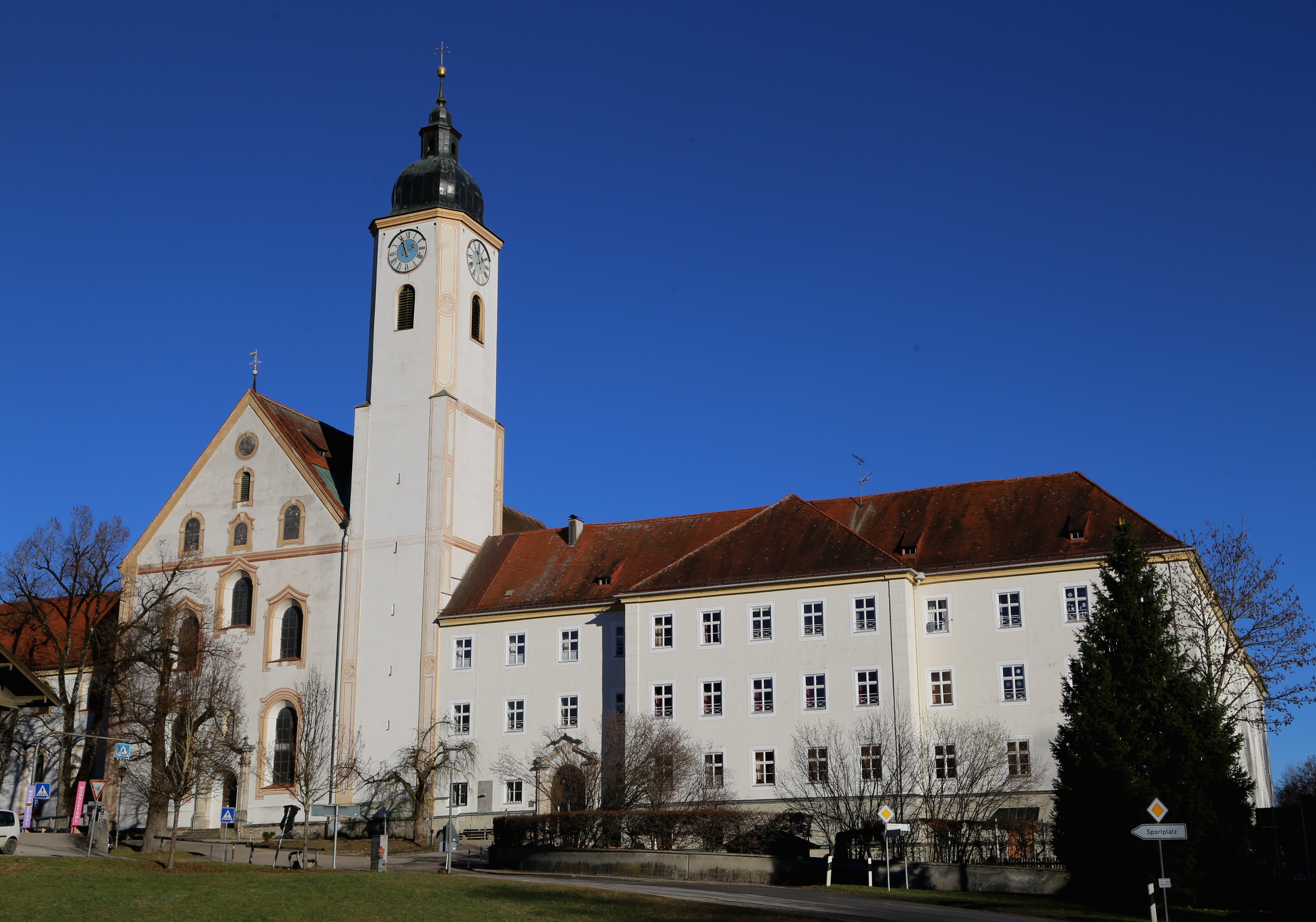
Kloster Dietramszell

Das Kloster Dietramszell ist ein ehemaliges Augustiner-Chorherren-Stift und heutiges Kloster der Salesianerinnen in Dietramszell in Bayern in der Erzdiözese München und Freising.

## Geschichte
Das Maria und dem heiligen Martin geweihte Kloster wurde vermutlich vor 1098 durch Udalschalk, Abt des Benediktinerklosters Tegernsee, gegründet. Eine Bestätigung durch Papst Paschalis II. erfolgte mit Datum vom 7. April 1107. Das Kloster wurde 1803 im Zuge der Säkularisation aufgelöst. Die Hälfte des Klosters kam in Privatbesitz der Familie Schilcher, die andere Hälfte wurde Zentralkloster der Münchner Klarissen. 1831 bezogen Salesianerinnen aus Indersdorf diesen Teil der Gebäude, 1858 kam die gesamte Anlage in den Besitz der Salesianerinnen.

## Reihe der Pröpste
Quelle
1. Dietram, 1107, 1123
2. Conrad
3. Albert
4. Englmar
5. Eberhard I.
6. Reinhard, 1180
7. Heinrich I.
8. Otto, 1240
9. Rudiger, 1269
10. Wernher
11. Ortolf, 1313, 1323
12. Eberhard II.
13. Heinrich II., 1346
14. Ulrich I., 1355, † 1365
15. Johann I. Schleher, 1369, 1405
16. Liebhard Stainger, 1411, 1440

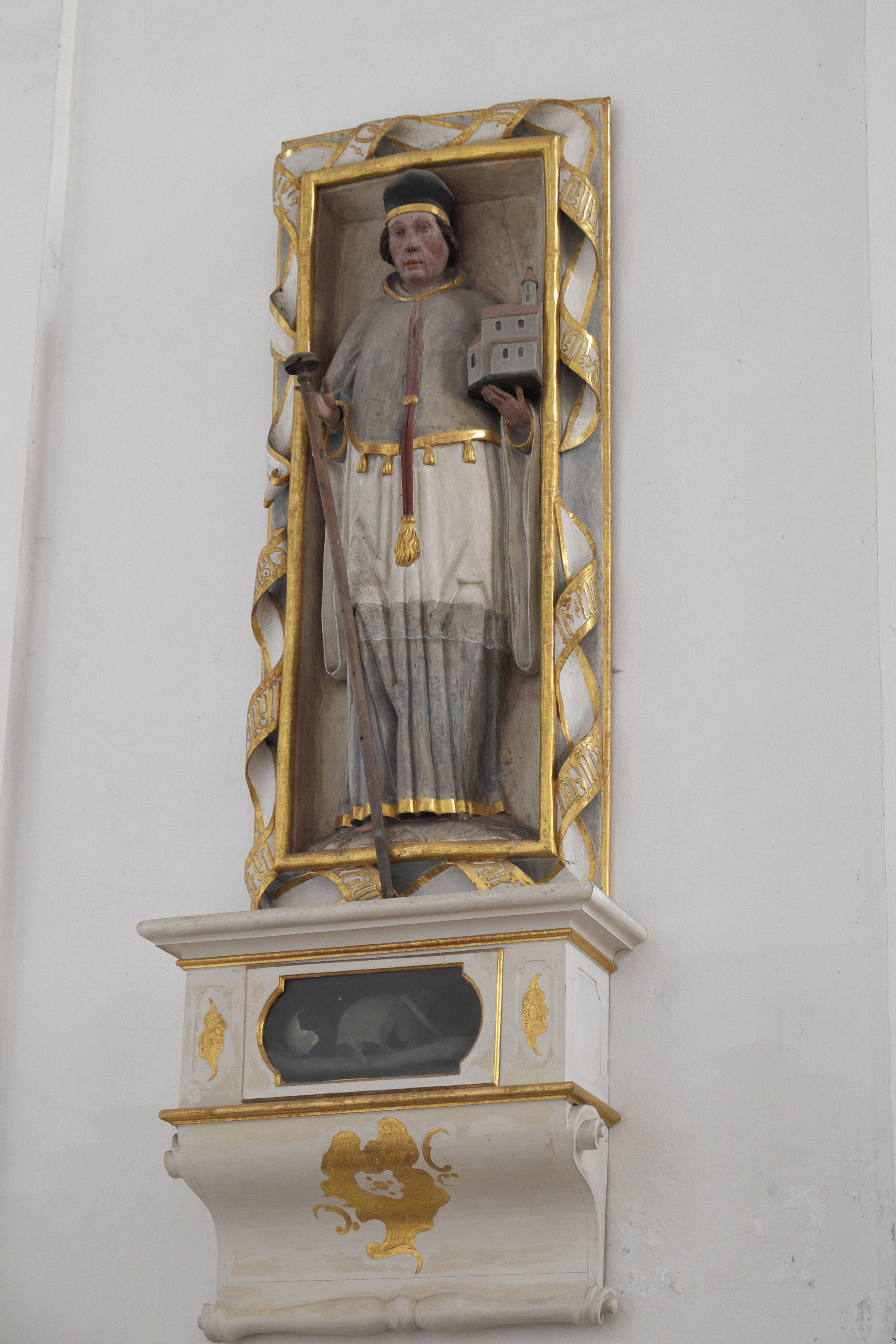
Propst Dietram

17. Johann II. Freinpülcher, 1440–1462
18. Ambros Prey, 1462, 1471
19. Johann III. Kyndler, † 1495
20. Ulrich II. Leysmiller, 1495–1520
21. Johann IV. Saxenkamer, 1520–1521
22. Augustin I. Miller, 1521–1551
23. Wolfgang I. Strobl, 1551
24. Leonhard I. Carl, 1571, † 1573
25. Caspar I. Schraivogl, 1573–1584
26. Johann V. Puchperger, 1584–1594
27. Paul Hirschauer, 1594–1614
28. Wolfgang II. Carl, 1615–1618
29. Caspar II. Stoffel, 1618–1626
30. Georg Wagner, 1626–1645
31. Augustin II. Aichler, 1645–1663
32. Augustin III. Schwaighart, 1663–1666
33. Hartmann Fischer (Piscator), 1666–1674
34. Floridus Gerbl, 1675–1683
35. Marcellin Obermayr, 1683
1683–1701: Administratoren aus Rottenbuch
36. Eusebius von der Mill, 1701–1702
37. Peter Offner, 1702–1728
38. Dietram II. Hiepper, 1728–1754; erhielt 1741 die Pontifikalien
39. Franz Kamm, 1754–1769
40. Leonhard II. Schwab, 1769–1777
41. Innocenz Deisserer, 1777–1798
42. Dietram III. Mauser, 1798–1799
43. Max Grandauer, 1799–1803, † 31. August 1828[2]

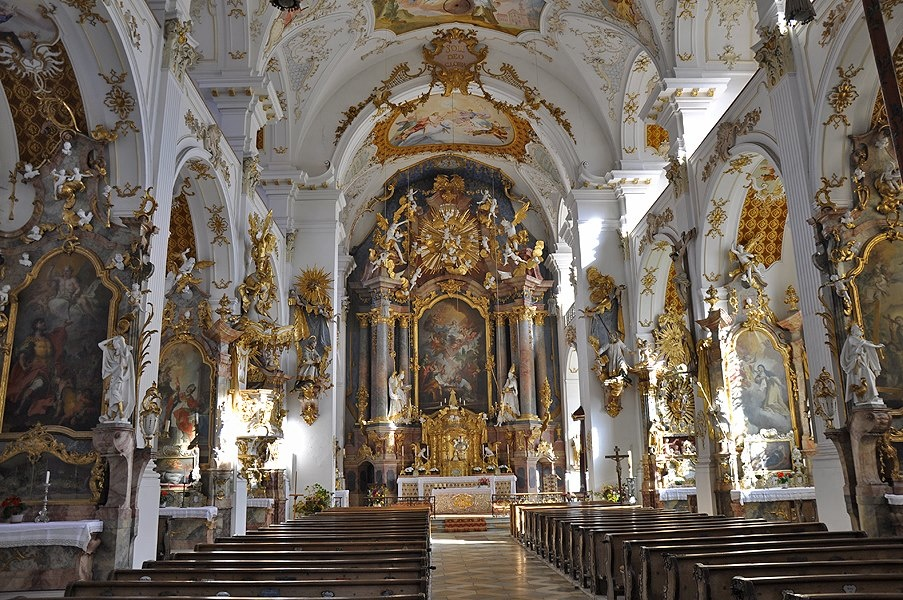
Inneres der Klosterkirche
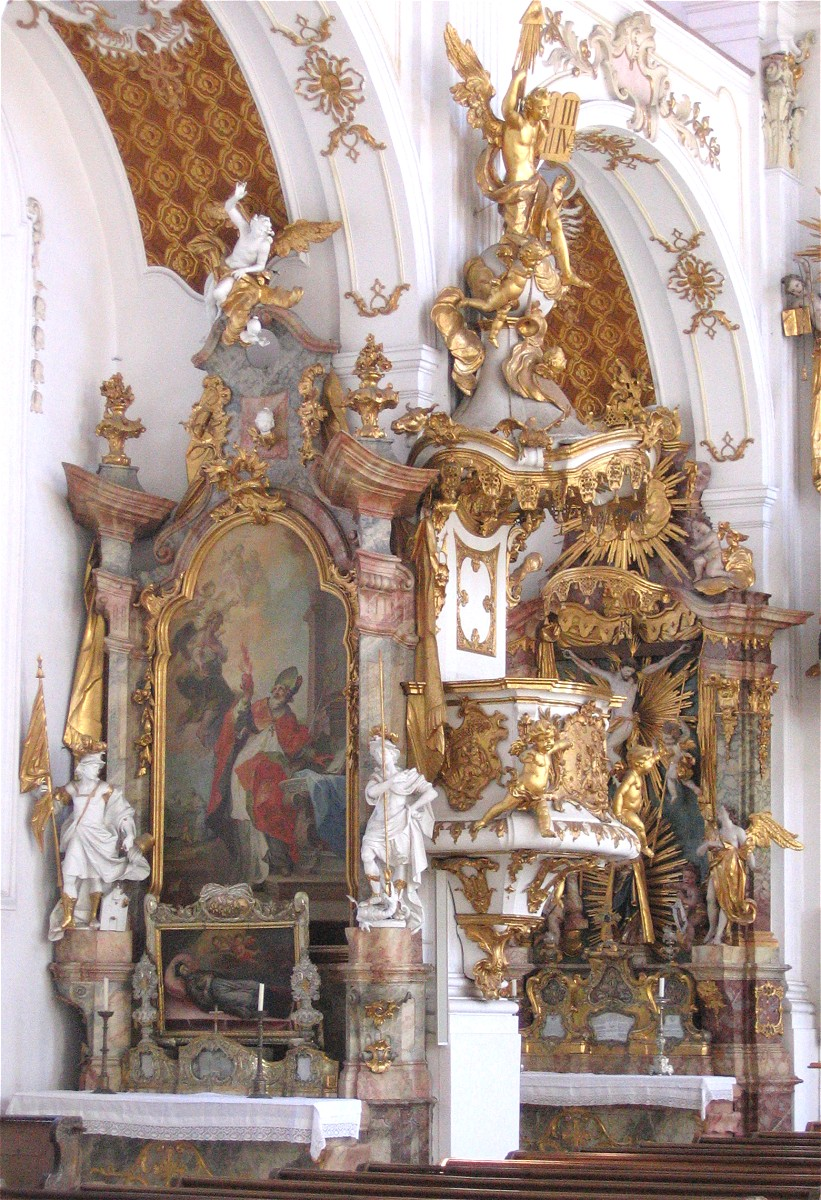
Kanzel
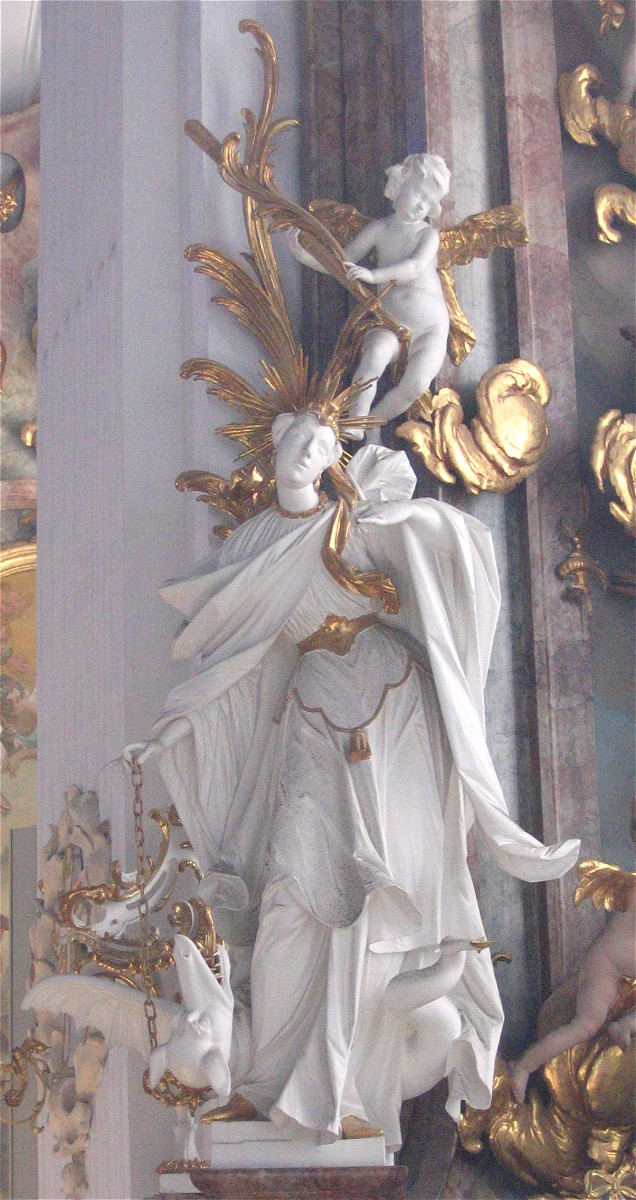
St. Margaretha